# なんかいワイドニュースtoday
『なんかいワイドニュースtoday』（なんかいワイドニューストゥディ）は、1976年10月4日から1986年9月26日まで南海放送テレビ（RNB）が放送していた夕方のニュース番組（愛媛県ローカルニュース番組）である。

## 概要

### 夕方の南海放送ニュース（ - 1976年）
元は全国ニュース（『NNNニュースフラッシュ』）が18:45 - 18:55にあり、その前に『南海放送ニュース』が放送されていた。その後全国ニュースが『NNNジャストニュース』に改題された際、順番を入れ替えて18:49 - 19:00に生放送枠を移動している。またこれとは別で、1969年12月から週1回、県内の注目のニュースを毎回1つのテーマに特化して取り上げた『RNBニューススタジオ』という30分の番組が放送され、この中で、みかんの大豊作による価格暴落のあおりからみかん農家の衰退が進み、さらにその追い打ちをかけるかの如く、グレープフルーツやオレンジなどの北米産の柑橘類の輸入の加速が進んだことから、「曲がり角に来た愛媛みかん」を題材にした取材を通して、みかん農家の再建を進める「みかんキャンペーン」と、1972年1月に設立されることが決まった愛媛大学医学部の設置に伴う、医学部の影響を専門家へのインタビューを通して検証した「愛大医学部への提言」という2つの大型取材キャンペーンが盛大に展開された
1972年3月までは不特定多数のアナウンサーと記者たちによる持ち回り出演だったが、同4月にスタジオ棟の宿直室を移設し、その跡地に設置された報道センターのスタジオから特定のアナウンサーと記者がキャスターを務める方式を採用していた。当初のキャスターは月-水曜の週前半は橋本聡一郎（アナウンサー）、木-土曜日の週後半は香川邦夫（記者・ニュースデスク）。
この「南海放送ニュース」時代のある日、松山市のスーパーマーケットで誤って毒性のあるフグの肝が売られたということで、当時予定していた県内ニュース（8本）を全部返上して、キャスターの香川は「肝を食べないでください」とアピールするように繰り返し放送したという逸話がある。

### なんかいワイドニュースToday（1976年 - 1986年）
当初は11分枠のミニ番組であったが、1976年秋季改編で放送時間を30分にまで拡大した際、『ワイドニュースtoday』のタイトルが定められる。テーマソングは池辺晋一郎作曲のもので、第1回は松山市大街道の秋祭りの模様を中継車「today10」が駆けつけて生中継され、大街道の電光ニュース盤にも「ワイドニュースtoday10月4日スタート」の字幕が表示された。当時あったローカルワイド番組「かどを曲がって3軒め」を事実上「南海放送ニュース」へ統合させる形を取り、単なる一方的な情報の伝達だけでなく、地域の生活に密着した情報や視聴者参加型番組の意識をもって望んでいたといわれている。
番組は、1986年9月に同タイトルでの放送を終了。放送時間をさらに倍の1時間にまで拡大し、ニュースだけでなく生活情報も伝える『なんかいNEWS5-30』へとリニューアルした。

## キャスター
- 香川邦夫（当時の南海放送記者） 初代キャスター。
- 山本昭夫（同上、ニュースデスク　元アナウンサー。後に南海放送サンパーク事業局長。）[4]
- 松沢はつみ（当時南海放送アナウンサー）

下記の3名は『なんかいNEWS530』も続投。
- 糸川千恵子（当時の南海放送アナウンサー）[4]
- 宇都宮基師（当時の南海放送アナウンサー）
- 戒田節子（当時の南海放送アナウンサー）